# Beat Zberg
Beat Zberg (født 10. maj 1971 i Altdorf, Uri) er en tidligere schweizisk professionel landevejscykelrytter, som cyklede for ProTour-holdet Gerolsteiner.